# Зулуси (фільм, 1964)

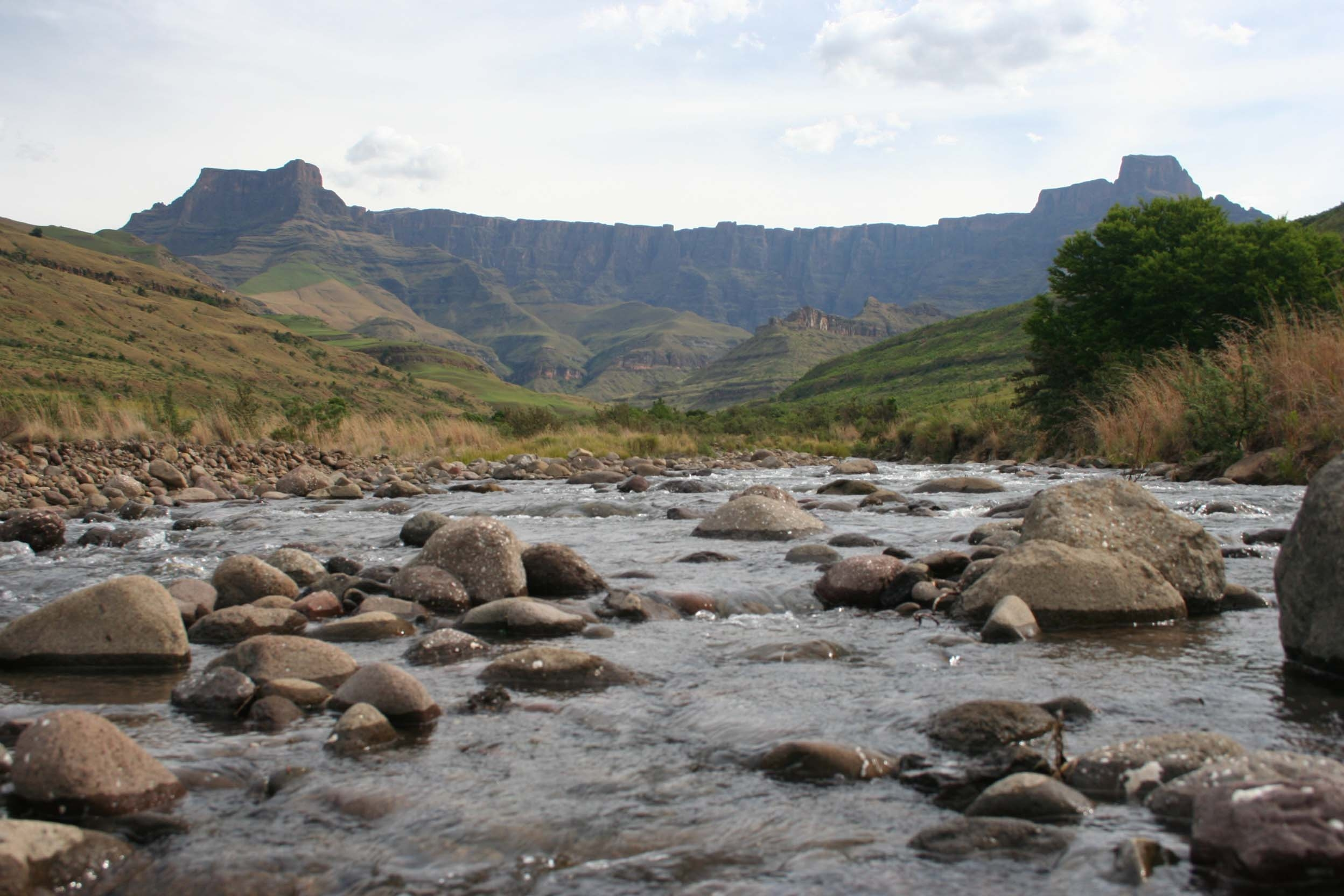
Амфітеатр Драконових гір, на фоні якого відбувалися зйомки сцен фільму

«Зулу́си» (англ. Zulu) — американсько-британський художній фільм 1964 року режисера Сая Ендфілда. Сюжет заснований на реальних історичних подіях — битві біля Роркс-Дрифту, яка відбулася 22-23 січня 1879 року під час англо-зулуської війни. Підсумком війни стала ліквідація зулуської незалежності.

## Сюжет
У розпалі англо-зулуської війни, в січні 1879 року, армія 4000 воїнів зулусів вже знищила сильний британський гарнізон і наближається до набагато меншого форту біля Роркс-Дрифту. 140 валлійських стрільців готуються дати бій під командою лейтенанта Джона Чарда (Стенлі Бейкер).

## Ролі виконують
- Стенлі Бейкер[en] — лейтенант  Джон Чард[en]
- Майкл Кейн — лейтенант Гонвіл Бромгед
- Джек Говкінс[en] — превелебний Отто Віт, шведський місіонер у Роркс-Дрифті
- Алла Джекобсон — Маргарита Віт
- Мангосуту Бутелезі — Кечвайо, король
- Джеймс Бут[en] — рядовий Генрі Гук[en]
- Найджел Грін[en] — сержант Френк Борн

## Навколо фільму
- У фільмі «Зулуси» роль короля зулусів Кечвайо, свого прадіда по материнській лінії, виконав Мангосуту Бутелезі, лідер народу зулу, принц, політик ПАР, лідер партії свободи Інката.
- Фільм знімали не там, де насправді відбувалася битва, а далі на захід, у мальовничому амфітеатрі Драконових гір.
- У 1979 році, режисер Дуглас Гікокс[en] зняв фільм «Світанок зулусів[en]» про попередню битву зулусів біля Ісандлжвани[en] 22 січня 1879, під час якої вони розбили британський табір. Британські війська втратили 1329 військовослужбовців убитими у рукопашному бою.
- Втрати британської гарнізону у битві біля Роркс-Дрифт складали: 17 убитих і 10 поранених, зулуси втратили 450 воїнів перш, ніж відступили.[1]
- Кінцівка фільму є вигадкою. В дійсності не було нападу зулусів на світанку 23 січня 1879. Там були тільки поодинокі бої зулусів, що залишилися після двох битв 22 січня. Армія зулусів була на марші протягом шести днів до бою без будь-якого постачання. Зулуси не співали пісню вітаючи вцілілих британців, і вони не відходили мирно. Вони відійшли, коли підійшла колона британської допомоги.[1]